# Fuchibotulus kigelia
Fuchibotulus kigelia là một loài nhện trong họ Trachelidae.
Loài này thuộc chi Fuchibotulus. Fuchibotulus kigelia được miêu tả năm 2008 bởi Haddad & Lyle.